# Autoportrait à la harpe
L’Autoportrait à la harpe est une peinture à l'huile sur toile réalisée en 1791 en autoportrait par la peintre française Rose-Adélaïde Ducreux.
L'œuvre fait partie de la collection du Metropolitan Museum of Art de New York.

## Histoire

### Contexte historique
Rose-Adélaïde Ducreux, fille de Joseph Ducreux, portraitiste de Marie-Antoinette, est formée par son père. Parce que la famille n'est pas membre de l'Académie Royale de Peinture et de Sculpture, l'exposition d'œuvres au Salon officiel est interdite avant la Révolution française. En 1791, le Salon s'ouvre à d'autres artistes et Autoportrait à la harpe est présenté pour la première fois de concert avec son père au Salon du Louvre cette année-là. C'est l'un des deux tableaux exposés par Rose-Adélaïde Ducreux. La critique reçoit favorablement cet autoportrait, citant le réalisme du dessin des tissus et le port gracieux de l'artiste.
Le tableau est présenté dans une exposition intitulée Sélection d'œuvres de peintres français et anglais du dix-huitième siècle organisée par l'Art Gallery of the Corporation of London entre le 22 avril et le 26 juillet 1902. Après l'exposition, la peinture est vendue et entre dans la collection privée de David H. King Jr. en 1905 et y reste jusqu'en 1938, date à laquelle elle est vendue à Susan Dwight Bliss.

### Attribution de l'œuvre
Rose-Adélaïde Ducreux ne signait pas ses peintures. Le tableau est d'abord attribué à Antoine Vestier lors de sa vente ainsi par le marquis de Saffray en 1898 puis à Élisabeth Vigée Le Brun lorsqu'il est vendu par le marchand d'art Nathan Wildenstein en 1902.
Joseph Baillio attribue correctement le tableau à partir de sa description au Salon du Louvre de 1791.

## Description et interprétation
L'œuvre représente Rose-Adélaïde Ducreux, qui fut souvent le sujet de ses œuvres artistiques. Parce que la carrière de peintre était rare pour les femmes et perçue comme une activité masculine, ce n'était pas une profession largement acceptée à l'époque. Les artistes féminines se sont fréquemment utilisées comme sujet, créant une personnalité de féminité. En utilisant sa beauté, son talent et son charme, Rose-Adélaïde Ducreux a capturé les traits que la société valorisait pour les femmes de son époque. Peinte dans un style néoclassique, l'œuvre est un portrait debout, grandeur nature, de l'artiste jouant de la harpe. L'instrument est représenté comme un accessoire de la splendeur de la forme féminine drapée dans une luxueuse robe de soie mettant en valeur le raffinement de l'artiste. En plus de sa beauté juvénile, son côté lumineux est renforcé par la présence d'une partition, son habileté avec la musique et un vase décoratif sur la table.
La partition est identifiée par Albert Pomme de Mirimonde comme étant Une Romance de Benoit Pollet,. Étant donné le type de harpe plutôt démodé pour 1791 et les vêtements portés, Mirimonde estime que la peinture est réalisée bien avant le Salon du Louvre de 1791.
L'utilisation du marteau d'accordeur a pour but de souligner les talents de Rose-Adélaïde Ducreux en tant que musicienne et non peintre.

Détails de l'œuvre
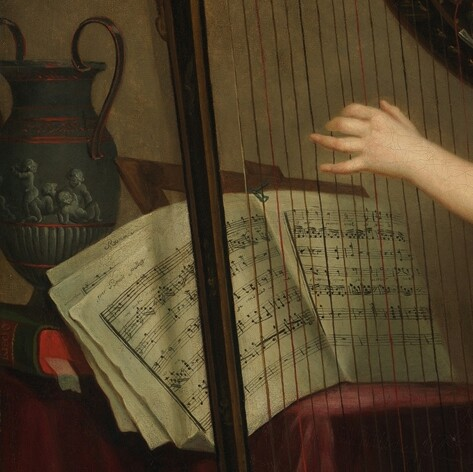
Détail montrant un vase et la partition de Benoit Pollet
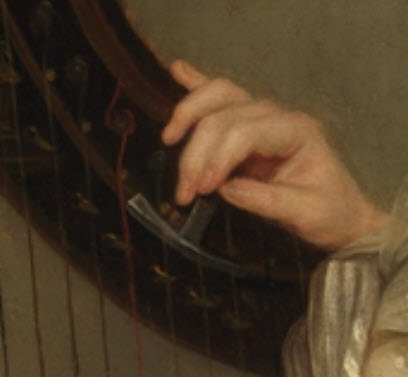
Détail montrant le marteau d'accordeur